# Gloreugenia coxeni
Gloreugenia coxeni är en snäckart som först beskrevs av Cox 1871.  Gloreugenia coxeni ingår i släktet Gloreugenia och familjen Camaenidae. Inga underarter finns listade i Catalogue of Life.